# فرودگاه بین‌المللی هفئی ژینگیاو
فرودگاه بین‌المللی هفئی ژینگیاو (به انگلیسی: Hefei Xinqiao International Airport) یک فرودگاه همگانی است. این فرودگاه در شهر هفئی کشور چین قرار دارد.

## شرکت‌های هواپیمایی و مقصدهای پروازی

### مسافری
| شرکت‌های هواپیمایی                   | مقصدهای پروازی |
| ----------------------------------- | --- |
| ایر چاینا                           | پکن، چنگدو شوانگلیو |
| ایر چاینا                           | اینچئون |
| ایر چاینا اجرا توسط دالیان ایرلاینز | دالیان ژووشویزی، شنژن بن |
| بیجینگ کپیتال ایرلاینز              | سانیا فونیکس، زیامن گائوچی، شی‌آن شیان‌یانگ |
| کامبوج انگکور ایر                   | چارتر: سیم ریپ |
| چاینا ایرلاینز                      | تائویوان تایوان |
| هواپیمایی شرقی چین                  | پکن، چانگچون لونگییا، چنگدو شوانگلیو، چنگچینگ ییانگبی، دالیان ژووشویزی، بایون گوآنگجو، گایلین لیانگ‌جیانگ، هایکو میلان، کونمینگ چانگشوی، مانژولی ضیاجیاو، نانینگ ووژو، کینگدائو لیوتینگ، سانیا فونیکس، شانگهای پودنگ، شنینگ تخین، ویهای داشویبو، اورومچی دیووپو، زیامن گائوچی، شی‌آن شیان‌یانگ، سینینگ کائوجیابو، یانتای چائوشوی، یینچوان هیدونگ |
| هواپیمایی شرقی چین                  | سووارنابومی، چوبو سنترایر، تائویوان تایوان |
| هواپیمایی جنوبی چین                 | چانگچون لونگییا، چانگشا هوانگهوا، بایون گوآنگجو، گایلین لیانگ‌جیانگ، هایکو میلان، هاربین تایپینگ، نانینگ ووژو، کینگدائو لیوتینگ، شنژن بن، اورومچی دیووپو، زیامن گائوچی، شی‌آن شیان‌یانگ، زوهای سانزاهو |
| چاینا یونایتد ایرلاینز              | پکن نانیوان، فوشان شادی، اوردوس ایجین هورو، جییانگوشان |
| فار ایسترن ایر ترنسپورت             | تیچون |
| GX Airlines                         | هایکو میلان، نانینگ ووژو، کینگدائو لیوتینگ، زوهای سانزاهو |
| هاینان ایرلاینز                     | دالیان ژووشویزی، بایون گوآنگجو، هایکو میلان، هاربین تایپینگ، لانجو ژنگچوان، سانیا فونیکس، شنژن بن، ووسو تائی‌یوان، اورومچی دیووپو، زیامن گائوچی |
| Hongtu Airlines                     | کونمینگ چانگشوی، شنینگ تخین، ووسو تائی‌یوان |
| جوی ایر                             | فوژو چنگل، هونگشان تونکسی، نانچانگ چانگبی، ایوو، Yuncheng، ژنگژو سین‌ژنگ، زوشن پوتوشن |
| کورین ایر                           | اینچئون |
| LJ Air                              | هاربین تایپینگ |
| Lucky Air                           | کونمینگ چانگشوی |
| New Gen Airways                     | چارتر: دن موئنگ، کرابی |
| Nok Air                             | چارتر: دن موئنگ |
| اوکی ایرویز                         | جینینگ کوفو، کونمینگ چانگشوی، یانتای چائوشوی |
| شاندونگ ایرلاینز                    | نانینگ ووژو، کینگدائو لیوتینگ، زیامن گائوچی، شی‌آن شیان‌یانگ |
| شنژن ایرلاینز                       | بایون گوآنگجو، گایلین لیانگ‌جیانگ، لانگ‌دونگ‌بائو گوئی‌یانگ، هاربین تایپینگ، شنینگ تخین، شنژن بن |
| سیچوان ایرلاینز                     | چنگدو شوانگلیو، لانگ‌دونگ‌بائو گوئی‌یانگ، هاربین تایپینگ، کونمینگ چانگشوی |
| اسپرینگ ایرلاینز                    | چوبو سنترایر |
| تیانجین ایرلاینز                    | هایکو میلان، هوهوت بایتا، نانینگ ووژو، کینگدائو لیوتینگ، جییانگوشان، شیاژونگ ژنگدینگ |
| وست ایر                             | چنگچینگ ییانگبی، لانگ‌دونگ‌بائو گوئی‌یانگ, نانینگ ووژو, کانزای، کوانژو جینجیانگ، سانیا فونیکس, جییانگوشان, شنینگ تخین، زوهای سانزاهو |
| ژیامن ایرلاینز                      | هوهوت بایتا، زیامن گائوچی |